# Záblatí (okres Prachatice)
Obec Záblatí (německy Sablat) se nachází v okrese Prachatice, kraj Jihočeský. Leží na řece Blanici v Prachatické hornatině v nadmořské výšce 593 m. Žije zde 311 obyvatel.

## Části obce
- Záblatí (k. ú. Záblatí u Prachatic a Petrovice u Záblatí)
- Albrechtovice (k. ú. Albrechtovice)
- Hlásná Lhota (k. ú. Hlásná Lhota)
- Horní Záblatí (k. ú. Horní Záblatí)
- Křišťanovice (k. ú. Křišťanovice u Záblatí)
- Řepešín (k. ú. Řepešín)
- Saladín (k. ú. Saladín)
- Zvěřenice (k. ú. Zvěřenice)

## Historie
První písemná zmínka o obci pochází z doby Jana Lucemburského k roku 1337. Roku 1400 král Václav IV. svolil, aby Zikmund Huler, k jehož hradu Husi tehdy městys patřil, Záblatí opevnil. Huler byl oblíbencem krále Václava IV. a organizoval četné výpady proti církevním statkům v okolí. Zajal mj. tři duchovní, z nichž prvního dal upálit, druhého stít a třetího posléze utopit. Arcibiskup ho za to prohlásil za "největšího nepřítele Boha i církve katolické, za prodlouženou ruku ďáblovu a posla Antikristova". Král naopak Hulera zahrnul ještě vyšší přízní. Ještě v roce 1400 povýšil Záblatí na městečko, majitele panství učinil pak svým královským rádcem a podkomořím. Po odhalení falešné kvitance byl však Huller nakonec zadržen a ještě téhož dne roku 1405 sťat. Městečko zároveň získalo městská práva (např. právo týdenních trhů) podle vzoru Písku a také právo zřídit silnici do Pasova. Městečko tak těžilo z nedaleké Zlaté stezky. Jako na jiných místech při řece Blanici, se i v Záblatí ve středověku rýžovalo zlato. Roku 1630 bylo Záblatí přiřazeno k vimperskému panství.
V letech 1729–1733 byla k jižní stěně raně gotického kostela umučení sv. Jana Křtitele přistavěna barokní kaple sv. Jana Nepomuckého. V kostele je možné spatřit řadu gotických stavebních prvků – kružby oken, ostění dveří, křtitelnici. V roce 1874 fara i kostel vyhořely, v následujícím roce byly obnoveny jejich krovy. Z původní gotické stavby se zachoval presbytář, sakristie a zdivo lodi. Ta byla později zaklenuta pozdně gotickou síťovou klenbou. V kostele se dochovaly pozdně gotické malby znázorňující výjevy "Christologického cyklu", které byly v nedávné době restaurovány a oltář ze 17. století. Před kostelem stojí kamenný kříž s litinovým korpusem, který je datován letopočtem 1876. Součástí komplexu je i fara (čp. 38), která se nachází přes ulici naproti kostelu. Jedná se o původně pozdně gotickou budovu, patrně z 15. či raného 16. století.
V roce 1910 stálo v Záblatí 91 domů a žilo tu 492 obyvatel (k češtině se tehdy hlásili tři). Ještě v první polovině 20. století bylo Záblatí městečkem s rušným hospodářským životem. V roce 1930 žilo v Záblatí 402 obyvatel. V letech 1938 až 1945 bylo Záblatí v důsledku uzavření Mnichovské dohody přičleněno k nacistickému Německu. Po druhé světové válce byla část obyvatelstva vysídlena a obec vyrabována. V Dobré Vodě byla v 50. letech 20. stol. internátní základní škola pro děti odebrané rodičům. Nyní má obec Záblatí 311 obyvatel a patří k ní několik okolních osad, např. Hlásná Lhota, Řepešín, Zvěřenice, viz seznam částí obce.

## Pamětihodnosti
- Kostel Umučení svatého Jana Křtitele ze 14. století s kaplí sv. Jana Nepomuckého. V kostele jsou gotické nástěnné malby.[6]
- Boží muka
- Fara

## Osobnosti
- Johanna Mugrauer (1869–1940), operní pěvkyně
- Franz Stumpf (1876–1935) rakouiský politik.

## Galerie

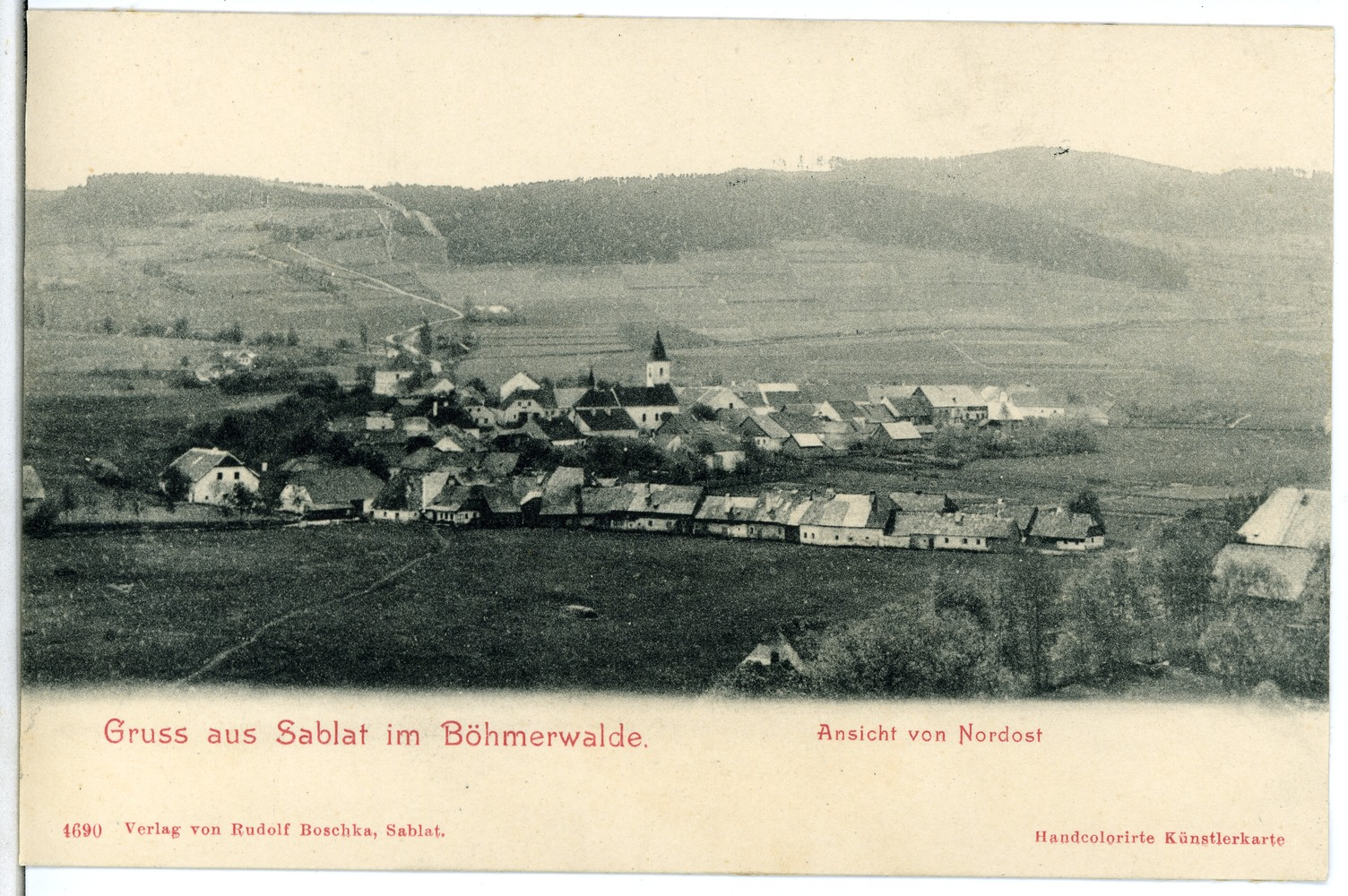
Záblatí v roce 1903
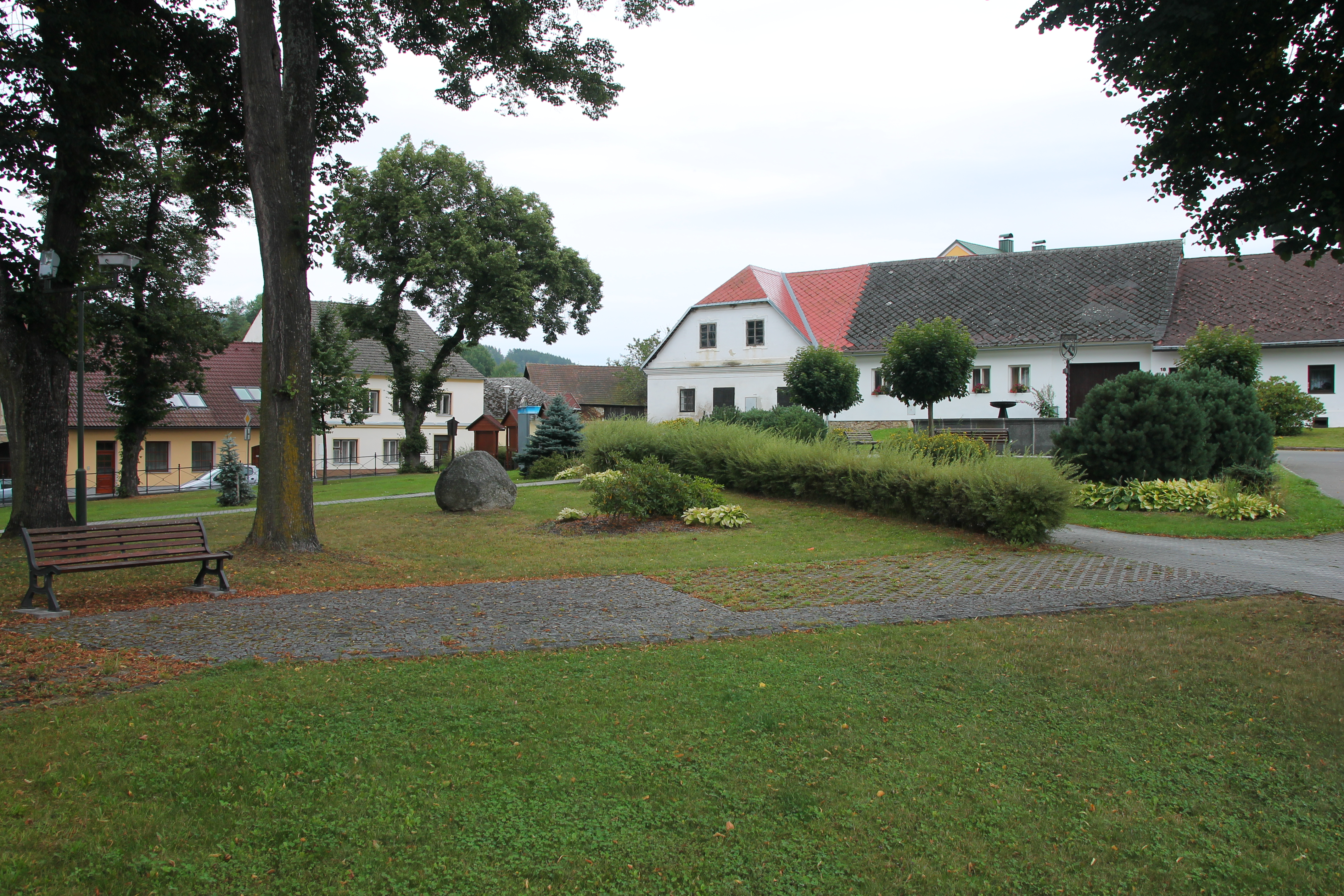
Záblatí - náves
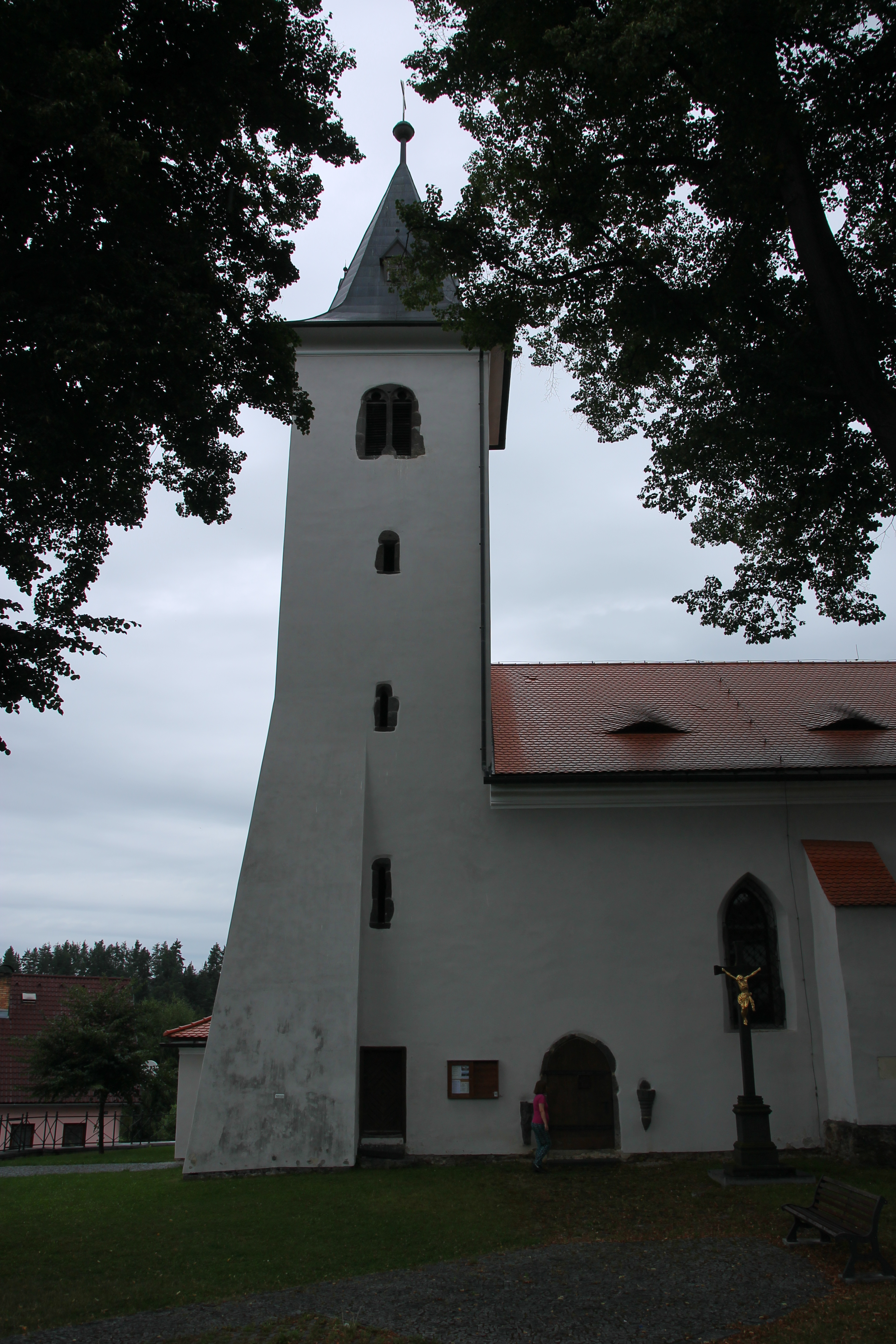
Kostel sv. Jana Křtitele v Záblatí s věží a gotickým portálem
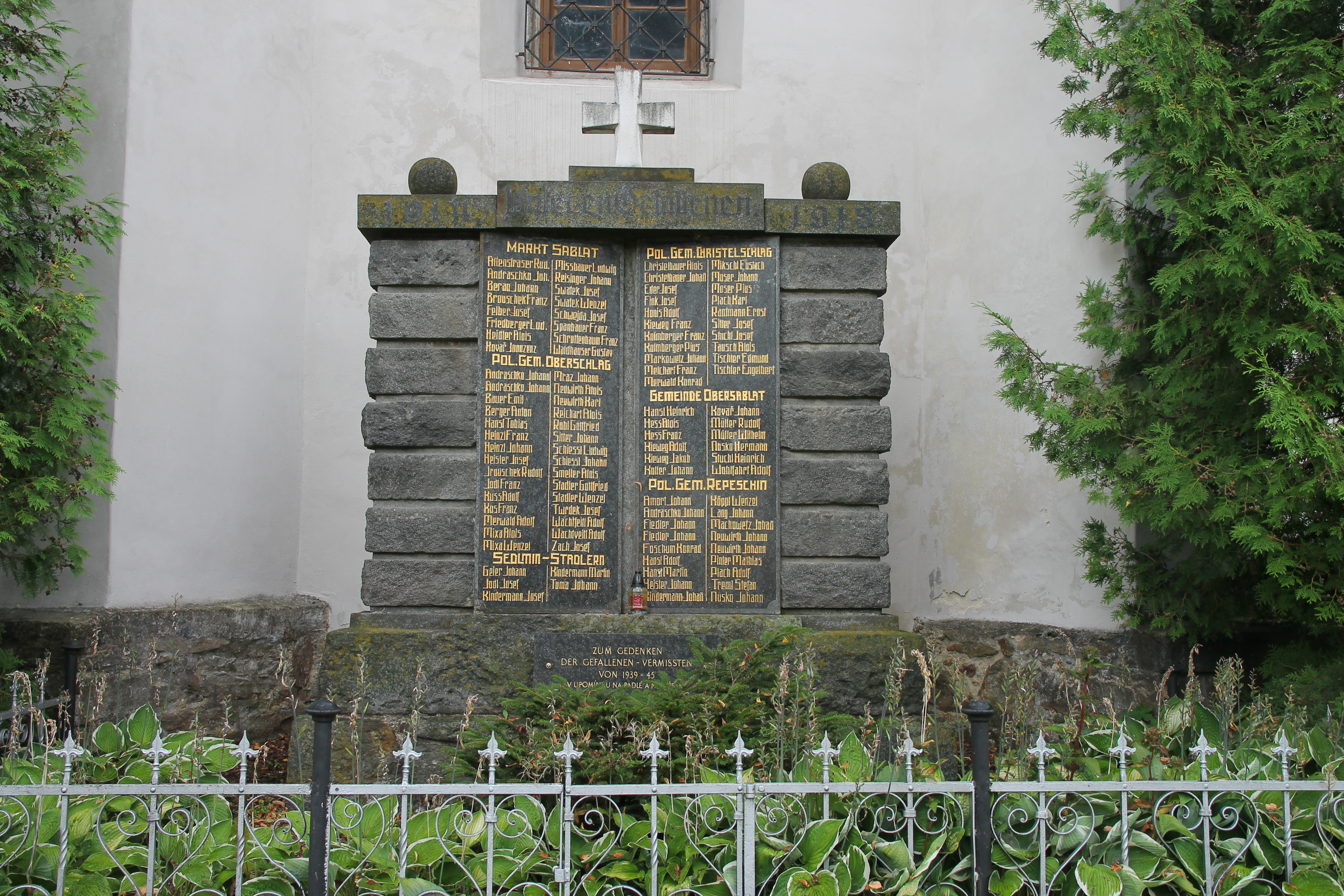
Památník obětem 1. světové války a vzpomínka na oběti 2. světové války
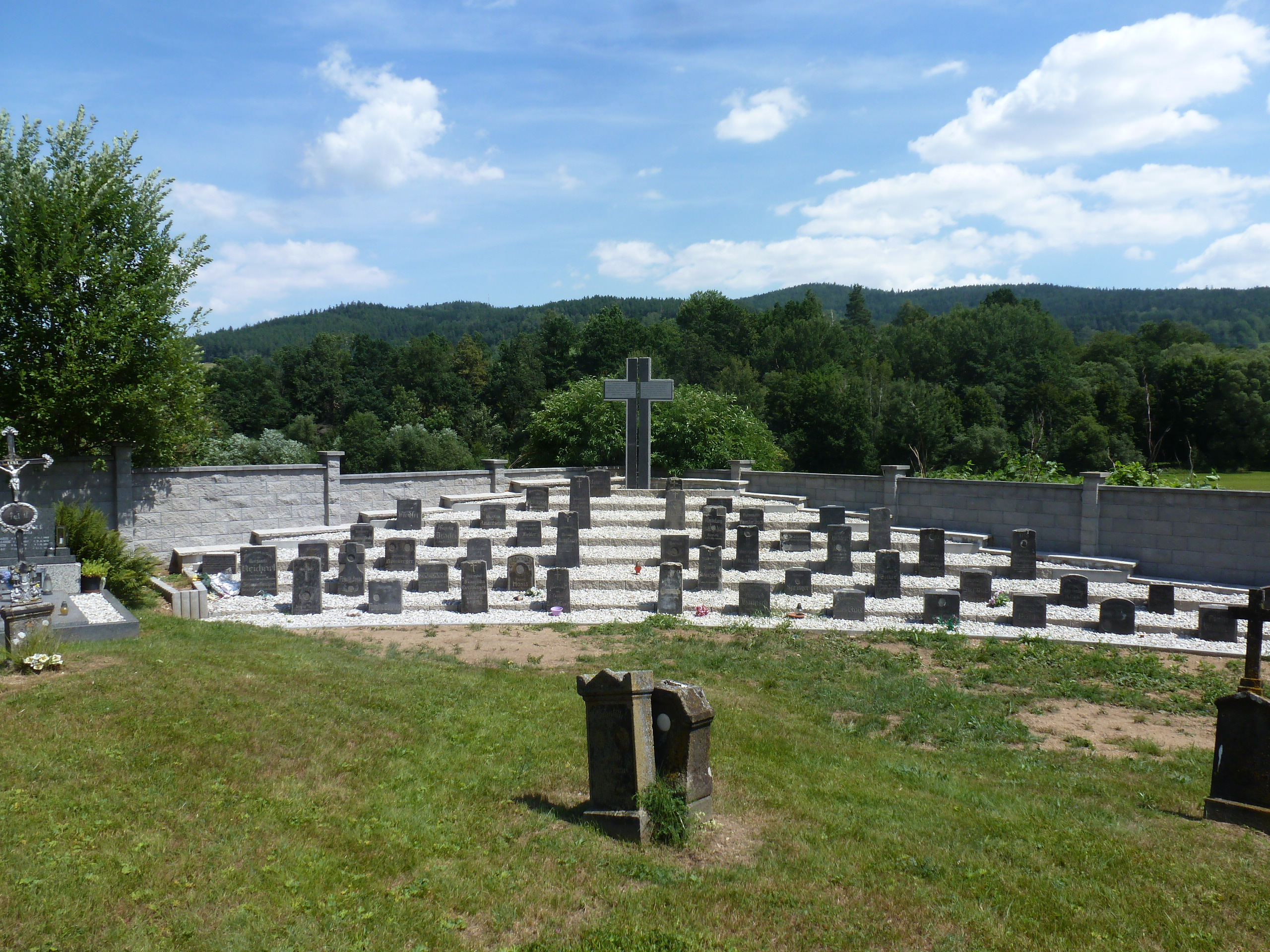
Památník na hřbitově
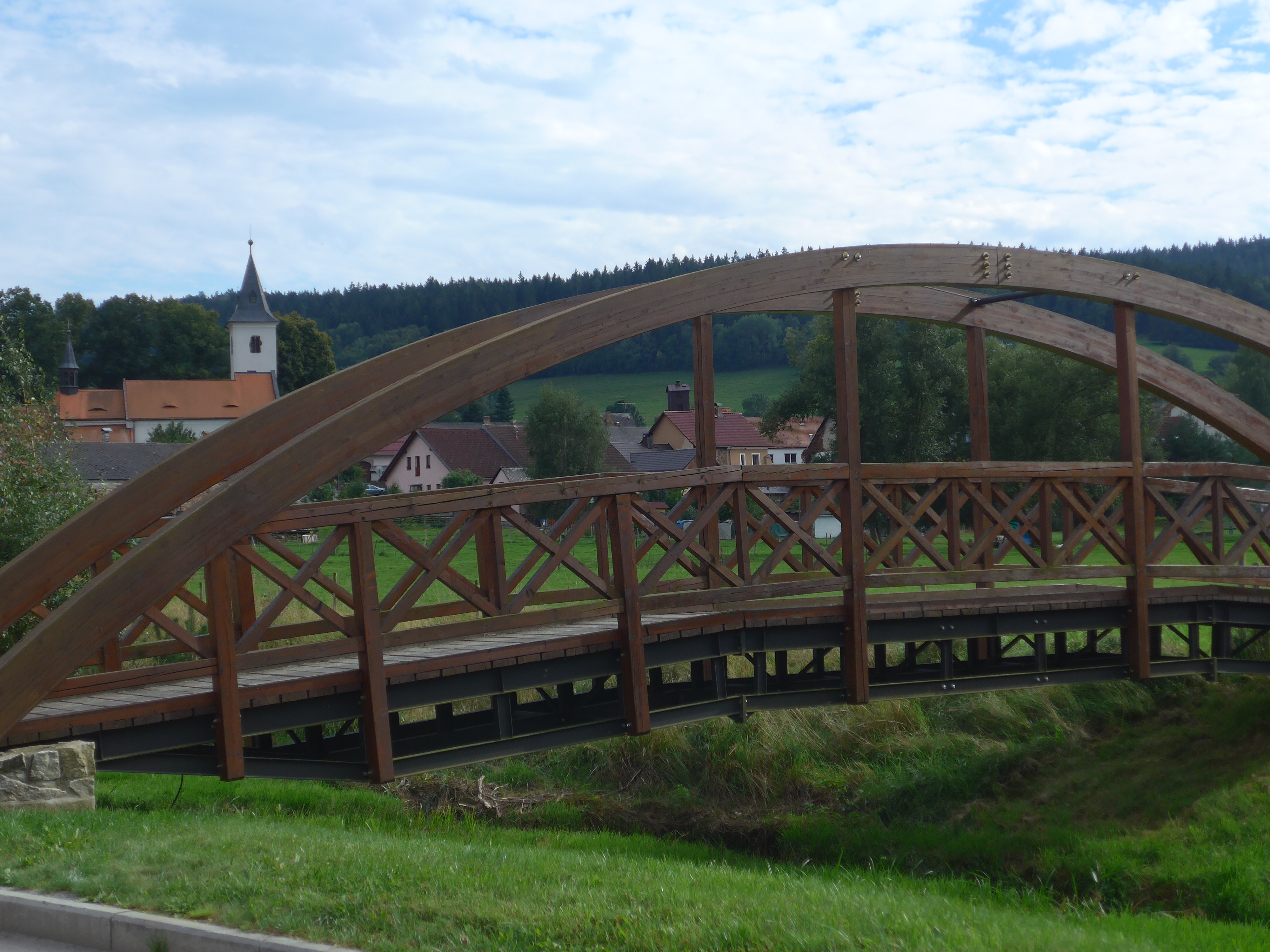
Most přes Farský potok v Záblatí nedaleko soutoku s Blanicí
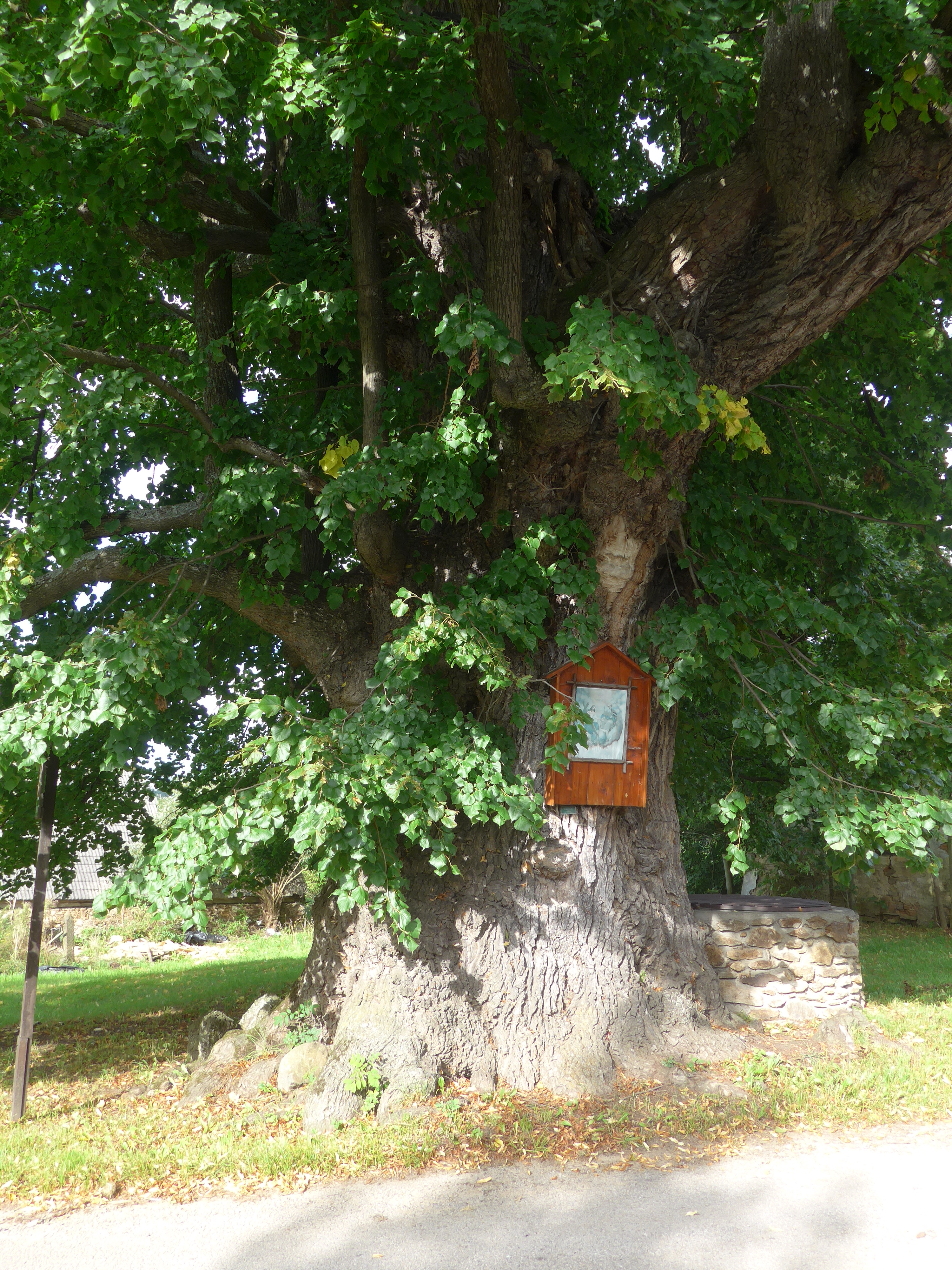
Řepešínská lípa
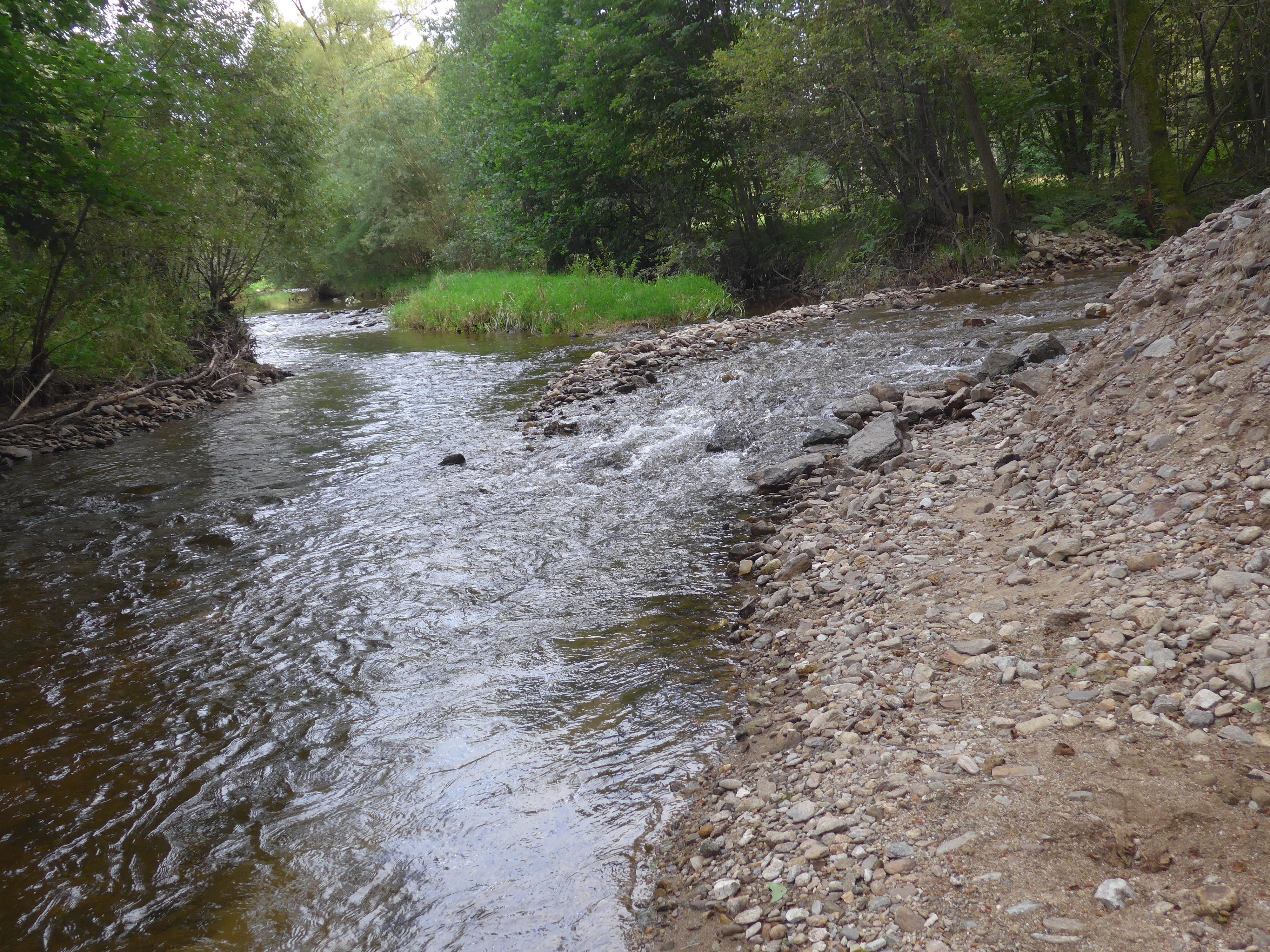
Soutok Blanice a Cikánského potoka nedaleko osady Saladín